# Land Rover Wolf
Land Rover Wolf — лёгкий военный автомобиль, основанный на Land Rover Defender, представленный в 1994 году. Министерство обороны Великобритании обозначает Wolf 90 как Truck Utility Light (TUL) HS, а Wolf 110 — как Truck Utility Medium (TUM) HS, где HS означает высокую степень спецификации. Land Rover называет его eXtra Duty (XD).
Land Rover Snatch 1992 года, оснащённый композитной бронёй для баллистической защиты, не использует тот же «тяжеловесный» шасси.

## История
Land Rover Wolf был представлен на рынках различных стран, кроме Великобритании, однако многие зарубежные агентства по закупкам военной техники не видели необходимости в дополнительной прочности и надёжности Wolf, поскольку старые модели успешно прошли свои собственные испытания, а Wolf был слишком дорогим.
Эти автомобили стали символом британских вооружённых сил в Ираке и Афганистане. В соответствии с философией «выиграть сердца и умы», они были выбраны для выполнения патрульных обязанностей вместо бронированных боевых машин, таких как боевая машина пехоты Warrior. В связи с рядом инцидентов возникли опасения, что необстрелянный характер Wolf подвергает экипажи чрезмерной опасности, и их дополняют более бронированными транспортными средствами, такими как Vector, Mastiff и Jackal.
Позднее Министерство обороны дополнило наличие Wolf на театре военных действий рядом бронированных транспортных средств, включая Snatch и Pinzgauer ATV в некоторых служебных и связных ролях, а также Supercat MWMIK. Существовали сообщения, что часть этого оборудования планировалось продать по себестоимости по завершении операций в Ираке, так как Казначейство отказалось возмещать расходы на замену.
В Афганистане «в среднем одно из этих транспортных средств в неделю» терялось вследствие действий противника, и с заменами, часто поступающими поздно, «пятая часть парка» WMIK в настоящее время «повреждена или уничтожена огнём противника».
Большинство парка Land Rover Wolf 90 было продано Министерством обороны из-за того, что радиосистема Bowman слишком тяжела для него. Версия 110 остаётся в строю.

## Конструкция
Land Rover Wolf прошёл серию тестов, был отклонён, улучшен и подвергнут повторным испытаниям до тех пор, пока Министерство обороны не удовлетворилось. Этот автомобиль намного прочнее и надёжнее, чем Land Rover Defender, на основе которого он был создан. Джеймс Арбаснот, тогдашний министр государственного оборонного заказа, свидетельствовал о том, насколько строгими были испытания Land Rover перед его принятием на вооружение в британской армии:
Легковой автомобиль Land Rover, коммерческое название которого — Defender XD, был предметом обширных и строгих испытаний, чтобы обеспечить его способность соответствовать высоким стандартам надёжности, необходимым для операционных военных транспортных средств. Поэтому я рад объявить, что при условии успешного завершения контрактных переговоров я намерен разместить заказ в Land-Rover на приблизительно 8000 транспортных средств. Этот заказ стоит около £170 миллионов. Он принесёт значительные промышленные и трудовые выгоды Land-Rover и улучшит уже отличные перспективы этого транспортного средства на экспортных рынках.

### Выбор двигателя
При создании Wolf в гражданских версиях Defenders использовался двигатель Td5. Министерство обороны предпочло двигатель 300Tdi для Wolf, поскольку электроника в Td5 была более сложной для управления на поле боя.
Усиленный задний мост
Испытания были чрезвычайно строгими, и мосты Salisbury постоянно ломались. Поэтому мост был переделан с использованием более прочных внутренностей, ступиц и наружного корпуса, делая его одним из самых прочных мостов Land Rover, когда-либо созданных.[нет подтверждения]

### Стеклопластиковый кузов
Стеклопластиковый кузов был намного проще производить над поднятыми багажными рейками, чем алюминиевый кузов Defender. Производство было поручено сторонним фирмам.

### Запасное колесо сбоку
Все попытки установить запасное колесо в других местах приводили к разрыву креплений, и оно было слишком тяжёлым для капота. Существует 3 версии крепления: для мягкого верха, для жёсткого верха и для быстрого снятия.

### Шасси
Шасси значительно отличается по конструкции от стандартного шасси Defender, даже если они выглядят похоже. Боковые стенки стандартны, большинство остального — индивидуальные. Дополнительное заднее крепление багажника было установлено для переноса увеличенных нагрузок, так как стандартное шасси часто пробивало большие вмятины в задний пол.
Шасси, произведённые после производственной серии (служебные шасси), слегка отличаются: более поздние имеют треугольное усиление за передними боковыми опорами, ни одно из них не имеет передней круглой трубы, проходящей через основные стенки шасси, так как это более затратно в производстве, хотя оно и крепче.
Шасси не было гальванизировано, чтобы избежать дополнительных расходов. Также существовали необоснованные опасения по соображениям безопасности и охраны труда относительно газов, образующихся при сварке гальванизированного шасси, поскольку предоставление корректной защиты дыхания сварщикам решало бы эту проблему.
WMIK, произведённые на заводе, имели две боковые опоры посередине шасси, вместо одной на стандартном шасси Wolf. Вторая опора предназначена для переноса дополнительной нагрузки от крепления пулемёта. Многие WMIK были переделаны из Wolfs и сохранили одну боковую опору.
Шасси на всех Wolf были обработаны внутренне ржавчинозащитным составом Dinitrol.

### Шины
Шины Goodyear G90 были разработаны для проекта и были усилены по боковым стенкам в ходе испытаний. Шины Michelin считались более качественными, но более дорогими и рассматривались как один из утверждённых альтернативных вариантов, использовавшихся на водонепроницаемых версиях Wolfs. Шины Goodyear G90 находятся на военных транспортных средствах уже более 20 лет. Диски Wolf были тогдашними тяжёлыми дисками, доступными на Defender. Диски Wolf доступны в афтермаркете и являются популярным вариантом обновления.

### Боковые ящики
Опыт с предшествующими военными версиями Defender показал, что полные канистры были опасными и слишком тесными в ящиках, необычные формы дверей были просто для более удобного размещения полных канистр. Они никогда не предназначались для герметичности.
Land Rover Wolf 90 не имеет боковых ящиков, но есть крепления для внутренней перевозки канистр.

### Дополнительные элементы, характерные для Wolf
Все Wolfs оснащены защитой рулевого механизма, чтобы обеспечить улучшенные возможности для движения по пересечённой местности.
С целью соблюдения политики МО об упрощении цепочки поставок, в транспортных средствах Wolf установлена электрика напряжением 24 вольта. Это означало, что поставка простых электрических компонентов, таких как лампочки, теперь была такой же, как и у всего остального транспортного парка. Варианты FFR (оснащённые для радио) получили второй генератор переменного тока, специально предназначенный для питания сигнального оборудования.
Во всех транспортных средствах с обычной кузовной конструкцией была установлена задняя роликовая защита, а в некоторых Wolfs позднее была улучшена дополнительная передняя роликовая защита. Эта «роликовая защита» не крепится к шасси, а только к заднему кузову, и её полезность при опрокидывании транспортного средства под вопросом[чьим?]. У специально разработанных медицинских версий Wolfs такой защиты нет.
Для снижения шума и тепла от трансмиссии в соответствии с правилами охраны труда была разработана специальная система тяжёлых ковров от 'Wright Off-Road'. Эти коврики весят около 30 кг и состоят из ковриков, покрывающих пол, и туннеля трансмиссии. Не все Wolfs оснащены этими ковриками.
Тент для Wolfs выполнен из ПВХ, а задний флап крепится либо на молнии и липучке, либо с помощью голландских шнуровок вдоль боковин и эластичных ремней к креплениям на задней двери.

## Версии
МО обеспечило по меньшей мере 97 различных версий. Основные версии включают:
1. Версия для парашютного спуска
2. Командная версия IK (IK — Commanders)
3. Полевая версия «Скорая помощь»
4. Оснащённая для радиостанции (FFR — Fitted For Radio)
5. Версия для поддержки вертолётов (Helicopter Support Platform)
6. Тропическая версия «Скорая помощь»
7. Зимняя версия
8. Зимняя/водонепроницаемая версия
9. Зимняя/водонепроницаемая полевая версия «Скорая помощь»

Водонепроницаемые версии оснащены шноркелем, позволяющим транспортному средству проходить через воду до уровня лобового стекла. Зимние версии оборудованы подогревателем мотора, обогреваемым лобовым стеклом и обогревателями в задней кабине.
Королевский флот морской пехоты использует водонепроницаемую версию для амфибийных налётов. Они оснащены «перископическим» шноркелем, водонепроницаемыми электрическими системами и приготовлены смазкой и графитовой смазкой практически на каждой подвижной детали. Версии с открытыми задними воротами удерживаются на подпорках, чтобы впустить воду внутрь и предотвратить их плавание, а также для быстрого слива воды после достижения берега. На тренировках эти транспортные средства используются в водах такой глубины, чтобы голова и плечи водителя оставались над водой.
На фоне программы HS/Wolf МО вело проект по созданию нового транспортного средства для полевых боевых лечебных бригад, известного как Project Pulse. Его также выиграла Land Rover с версией ультрадлинного внедорожника Defender 130. Хотя официально это не был 'Wolf', амбулансы 130 (с кузовами от Marshall Aerospace) использовали то же самое шасси и обновления трансмиссии, идентичные приводным механизмам и тому же переднему кузову на базе Defender.
Комплектация установкой оружия
Вариантом TUM является установка оружия Weapons Mount Installation Kit[5] (WMIK, произносится 'Wimik') для использования в качестве разведывательных и огневой поддержки. WMIK производятся совместно Land Rover и Ricardo Vehicle Engineering и оснащаются усиленным шасси, снятыми кузовами, установленными роликовыми защитами и креплениями для оружия. Начальная разработка началась в 1997 году как концепция транспортного средства для быстрой деплойации. Некоторые модели изначально использовались в Сьерра-Леоне в ходе операции Palliser. Первые серийные автомобили были произведены в 2002 году в качестве прототипов для демонстрации потенциальным клиентам.
Обычно транспортное средство оснащено одним тяжёлым пулемётом калибра 12,7 мм, 7,62-мм пулемётом общего назначения (GPMG) или, иногда, ПТУР MILAN, установленным на кольцевом креплении сзади, а также дополнительным пулемётом GPMG на передней пассажирской стороне. Согласно Ricardo, его можно модифицировать для установки пушки GIAT калибра 20 мм.
В конце 2006 года МО объявило о закупке 40 новых пулемётов с автоматической подачей гранат (ALGL) от Heckler and Koch (HK GMG), способных стрелять до 360 гранат в минуту с эффективной дальностью 1,5 км и максимальной дальностью до 2,2 км; они должны были быть установлены на WMIK в Афганистане.

### Модернизации
В рамках проекта REMUS МО модернизировало свой парк Wolf с системой передней защиты от переворачивания, задними ретракторными ремнями безопасности, передними и задними антивибрационными ковриками от Wright Off-Road, восковым инжектированием шасси/буксировочной головки и защитой от коррозии шасси.
Позднее модернизации были внесены в 2006, 2009 и 2010 годах. Ещё одна модернизация, проведённая в 2011 году, привела к обозначению RWMIK+ с буквой R, означающей Revised. Она была проведена в ответ на случаи, когда британские WMIK стали объектами атак со стороны повстанцев с применением ИОЭД и реактивных установок.

## Гражданское использование

### Великобритания
Парк автомобилей модели Defender 110 Hard Top, соответствующих стандартам Wolf, был создан для предполагаемой экспедиции Land Rover TransGlobal в 1998 году. Эти транспортные средства по существу представляли собой арктически подготовленные военные модели (с 24-вольтовой электрической системой, конвойным освещением, военными воздухозаборниками, внутренней изоляцией, а также стандартным шасси Wolf и обновлениями подвески), объединённые с снаряжением для экспедиций, таким как лебёдки, багажные системы, палатки на крыше, роликовые козырьки и так далее. Также была установлена система гидравлического отбора мощности для движения транспортных средств через Берингов пролив на плотах-катамаранах.
Экспедиция была отменена всего за несколько дней до запланированной даты отправления, и большинство автомобилей были выставлены на аукцион для широкой публики. Эти отличительные транспортные средства (помимо высокого уровня оборудования, они окрашены в золотую ливрею TransGlobal) являются желанными транспортными средствами для экспедиций, и несколько из них были использованы в долгих поездках частными владельцами, включая собственный челлендж Land Rover Fifty 50 и экспедицию Lone Wolf Transglobal.

### Германия
В 2003 году правительство Германии разместило заказ на парк автомобилей Land Rover Wolf для сил безопасности и правоохранительных органов. Парк включал в себя автомобили с высокой грузоподъёмностью, грузовики и универсалы. Все транспортные средства флота были заказаны в цвете Bonatti Grey с белыми крышами (в последней партии автомобилей крыши были серого цвета), и электрические системы были минимизированы, отказавшись от всех предметов роскоши, таких как электроподъёмники на окна, подогреваемые сиденья, радар-детекторы для упрощения. Транспортные средства были поставлены в виде смешанных вариантов с напряжением 12 и 24 вольта, их двигателями были стандартный турбодизель Td5 или некоторые единицы BMW объёмом 3 литра. Контракт был отменён в конце 2004 года, когда правительство Германии предпочло сделку с Mercedes Benz, который поставил свои версии G-Class (военная версия также называется «Wolf») в различных вариациях, и небольшое количество этих автомобилей последней партии было импортировано и немедленно продано на частный рынок.

## Операторы
- Австралия: Использует версию Land Rover 110, основные отличия между Land Rover Perentie и британскими Land Rovers заключаются в перемещении запасного колёса на заднюю часть грузовой зоны, гальванизированном шасси и двигателе Isuzu.
- Бруней: Несколько транспортных средств находится на вооружении Королевских сухопутных войск Бруней (RBLF) в 2022 году и используется в церемониальных целях.
- Чешская Республика: Формально известен как LAND ROVER DEFENDER — MILITARY ARMOURED 4, поступил на вооружение в 2009 году с модификациями, выполненными AMT Defense на основе шасси Defender 130 в конфигурациях RSOV и WMIK. Стандартные варианты вооружения включают одну пулемётную установку NSV/PKB, два пулемёта PKB или один гранатомёт AGS-17 AGL и один пулемёт PKB.
- Италия: Известно, что используется в силовых структурах Carabinieri.
- Ливан: 100 бывших британских транспортных средств RWMIK+, предоставленных Великобританией в качестве пожертвований Ливанской армии.
- Литва: Использует транспортные средства WMIK на базе Defender, модернизированные по шасси Ricardo. Использовались батальоном имени Витовта Великого, производились с 2005 по 2007 год. Литовские WMIK имеют четвёртое сиденье для заднего стрелка, броневую систему от мины от Plasan, радиоподачу 24V с подавителем электромагнитной совместимости (EMC), лебёдку для самовытаскивания и инфракрасный свет от Oxley.
- Нидерланды: Морской корпус Нидерландов использует транспортные средства WMIK на базе Defender, модернизированные компанией Ricardo.
- Соединённое Королевство: Транспортные средства R-WMIK+, основанные на Defender 110, используются Королевским ирландским полком. 16-я бригада воздушного десанта использует WMIK с 2000 года. Известно об использовании в операциях Telic и Palliser.
- Уругвай: В 2012 году приобрёл 100 транспортных средств на базе Defender 110 в рамках контракта против Marrua. В 2019 году 54 из них продавались по системе обмен